# 1444
1444 (MCDXLIV) fue un año bisiesto comenzado en miércoles del calendario juliano. Es el primero de los ocho años de la era común y del anno Domini que usa todas las letras del sistema de numeración romano una vez cada una.

## Acontecimientos
- 26 de agosto - Batalla del Birs (Suiza)
- 8 de octubre - Se funda Ciudad Altamirano, en lo que hoy es la región tarasca de México.
- 10 de noviembre - El sultán otomano Murad II derrota a una coalición cruzada de Europa oriental en la Batalla de Varna.
- El sultán Murad II abdica en favor de su hijo Mehmed II.

## Arte y literatura
- Juan de Mena: Laberinto de Fortuna.

## Nacimientos
- 28 de enero - Francisco de Pazzi
- Donato d'Angelo Bramante
- 15 de diciembre nace en la ciudad de Carmona, Maese Rodrigo, fundador de la universidad de Sevilla.

## Fallecimientos
- 9 de marzo - Leonardo Bruni, humanista italiano (nacido 1374)
- 26 de abril - Robert Campin, pintor flamenco (nacido 1378)
- 20 de mayo - San Bernardino de Siena, misionero franciscano italiano (nacido 1380)
- 10 de noviembre - Vladislao III Jagellón, rey de Polonia y Hungría (nacido 1424)